# Tractat d'Unkiar Skelessi
El tractat d'Unkiar Skelessi, que es va signar el 8 de juliol de 1833, és un acord internacional, revestit de tractat comercial, signat entre l'Imperi Otomà i Rússia, amb la finalitat de frenar l'expansió de Mehmet Ali. A l'acord s'hi van oposar l'potències europees (Regne Unit i França), però s'hi van unir els règims absolutistes de Prússia i Àustria en un intent de repartiment de poder i influències. L'acord va permetre l'obertura de l'estret de Dardanels a Rússia i la independència de Síria i Egipte.